# Корсаковичі (Борисовський район)
Корсаковичі (біл. вёска Карсакавічы) — село в складі Борисовського району Мінської області, Білорусь. Село підпорядковане Зембинській сільській раді, розташоване в північно-східній частині області.